# 洪盛原
洪 盛原（Hong Sung Won、ホン・ソンウォン、1937年12月26日 - 2008年5月1日）は韓国の小説家。慶尚南道陜川郡出身。本貫は南陽洪氏（唐洪系）。号は「素夏」。脚本家のホン・ジナ、ホン・ジャラムの姉妹は娘。

## 略歴
1937年12月26日、慶尚南道陜川郡に生まれる。1964年、『韓国日報』新春文芸に『빙점지대(氷点時代)』が当選、同年8月『世代』創刊1周年記念文芸公募に『기관차와 송아지(機関車と子牛)
』が、同年12月『東亜日報』長編小説公募に『디데이의 병촌(The Dayの兵村)』当選され、文壇デビューした。
洪の小説のテーマは、初期の軍隊と戦争問題から都市的生活の苦痛と挫折、組織と暴力も問題、最近の歴史問題まで非常に膨大である。そして小説の文体は、修飾語を排除し、対話と行為に対する描写が圧倒的であり、主に現在形を使っている。
洪の作品世界は大きく3段階に分けられる。最初はデビューから『남과북(南と北)』までの作品で、軍隊を舞台に起こる現実に対する探求が多い。心理描写は少なく、行動中心の描写を最大化する実験的な意図が表れている作品で、『빙점시대(氷点時代)』、『기관차와 송아지(機関車と子牛)』、『디데이의 병촌(The Dayの兵村)』などがある。
次は、都市的生活の苦痛と挫折、組織と暴力の問題がテーマである中・短編小説である。現代組織社会のメカニズムに陥った人間に対するアレゴリー的作品である。最後の段階は歴史小説で、400年前の壬辰倭乱をテーマにした『달과 칼(月と刀)』、朝鮮末から1919年の3･1運動時期までを書いた『먼동(遠い東)』などがある。2008年5月1日死去。

## 年譜
- 1937年12月26日、慶尚南道陜川郡に生まれる。[1]
- 1977年、大韓民国文学賞大統領賞。
- 1985年、現代文学賞受賞。
- 1992年、第4回怡山文学賞受賞。

## 代表作品
- 1964年、빙점시대(氷点時代)[5][6]
- 1966年、역조(逆潮)
- 1967年、산신의 딸(山神の娘)
- 1969年、폭군(暴君)
- 1977年、무사와 악사(武士と楽士)、즐거운 지옥(楽しい地獄)
- 1978年、흔들리는 땅(揺れる土地)
- 1981年、꿈꾸는 대합실(夢見る待合室)
- 1982年、막차로 온 손님들(終発で来たお客)
- 1983年、잃어버린 출발(失くした出発)
- 1985年、마지막 우상(最後の偶像)
- 1987年、육이오(六二五)
- 1989年、기관차와 송아지(機関車と子牛)
- 1992年、먼동(遠い東)
- 1993年、달과 칼(月と刀)
- 1994年、투명한 얼굴들(透明な顔たち)
- 1996年、그러나(しかし)
- 1999年、남도기행(南道紀行)
- 2004年、기찻길(鉄道)